# Ticker (filme de 2001)
Ticker (Brasil: Ticker - Contra o Relógio / Portugal: Ticker - Ameaça Infernal) é um filme estadunidense de 2001, do gênero ação. O longa é dirigido por Albert Pyun e estrelado por Tom Sizemore, Jaime Pressly, Dennis Hopper, Steven Seagal, Ice-T, Kevin Gage e Nas.

## Sinopse
Depois de ter o seu companheiro morto durante uma emboscada feita por terroristas, o detetive Ray Nettles (Tom Sizemore) consegue capturar a bela Claire (Jaime Pressly), integrante do grupo. Em represália, o sádico líder Swan (Dennis Hopper) ameaça explodir uma bomba por hora no centro de Chicago, até que sua parceira seja libertada. Durante o interrogatório, Claire afirma ser uma vítima do poder persuasivo de Swan e promete guiá-los até o terrorista se for solta, caso contrário, todos morrerão. Nettles busca a ajuda de Frank Glass (Steven Seagal) para tentar deter Swan. Os dois conseguem chegar perto do bandido, mas este consegue escapar após detonar uma bomba que destrói uma grande parte da cidade. Desesperados, eles liberam Claire para tentar rastreá-la até o esconderijo de seus companheiros. Agora, o tempo vai se esgotando rapidamente sem que ninguém consiga prever se os terroristas conseguirão completar seu plano ou se Glass e Nettles impedirão que isso aconteça!

## Elenco
- Tom Sizemore ... Detetive Ray Nettles
- Steven Seagal ... Frank Glass
- Dennis Hopper ... Alex Swan
- Nas ... Detetive Art 'Fuzzy' Rice
- Ice-T ... Comandante Terrorista
- Jaime Pressly ... Claire Manning
- Kevin Gage ... Pooch
- Peter Greene ... Detetive Artie Pluchinsky
- Chilli ... Lilly
- Michael Halsey ... Vershbow